# Pro-Test

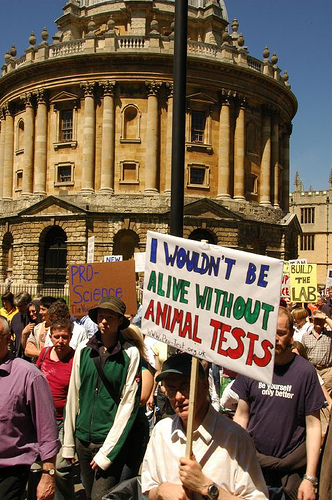
Una marcia di Pro-Test del 3 giugno 2006 ad Oxford, UK

Pro-test è stato un gruppo britannico che ha promosso e sostenuto la sperimentazione animale nella ricerca biomedica. È stato fondato il 29 gennaio 2006 per contrastare SPEAK, una campagna organizzata da alcuni attivisti inglesi con il fine di opporsi alla costruzione di una struttura dell'università di Oxford destinata alla ricerca biomedica. Tale struttura era destinata a essere un centro di ricerca sui primati. I Pro-Test hanno tenuto la loro prima manifestazione il 25 febbraio 2006, radunando centinaia di persone che sostenevano la costruzione della struttura per la ricerca. A opporsi a ciò vi era anche un ristretto numero di dimostranti contrari.
Il gruppo è stato fondato da Laurie Pycroft, all'età di 16 anni, nella cittadina di Swindon. La fondazione del movimento ha destato molto scalpore, attirando su di sé la critica di diversi giornali britannici. L'associazione è stata guidata da un comitato di dieci membri tra accademici (Tipu Aziz, John Stein e David Priestman), studenti (laureati e non) di Oxford, lo scrittore medico Alison Eden e Pycroft stesso.
Pro-Test ha affermato che si batte per "la scienza, il dibattito ragionevole e, sopra ogni cosa, il benessere dell'umanità […]. Sosteniamo solo la protesta non violenta e condanniamo coloro i quali ricorrono alla violenza o all'intimidazione per perseguire i loro obiettivi. Sosteniamo fortemente la sperimentazione animale come necessaria in modo cruciale per il progresso della scienza medica.”
Nel febbraio del 2011, cinque anni dopo la sua prima manifestazione, Pro-Test ha annunciato di aver terminato le sue attività dopo aver dichiarato di aver “raggiunto con successo i suoi obiettivi di difendere la costruzione del laboratorio dell'università di Oxford, aumentare la consapevolezza dell'importanza della ricerca animale e smuovere l'opinione pubblica a supporto della ricerca medica che salva vite.”
Ad ogni modo, l'organizzazione Speaking of Research, inizialmente uno spin-off statunitense di Pro-Test, “continua ad essere attiva sia nel Regno Unito che negli Stati Uniti d'America.”

## Fondazione
Il sito dove venne costruito il centro di ricerca di Oxford è ubicato in South Parks Road, protetto da una barriera di recinzione alta cinque metri. Gli operai che avevano svolto il lavoro di costruzione indossavano passamontagna ed usavano veicoli senza targa, dopo che il primo vincitore dell'appalto, Walter Lilly, si era ritirato per via delle minacce ricevute.. La struttura è stata progettata per essere il “centro di tutta la ricerca animale ad Oxford”, secondo Mark Matfield, direttore precedente della Società per la Difesa della Ricerca, come risultato della “chiusura di diverse strutture preesistenti dedicate alla ricerca animale”.
La fondazione di Pro-Test coincise con le minacce fatte dal Fronte di Liberazione Animali, contro il personale di Oxford e gli studenti, sul sito web Bite Back. Il portavoce dell'ALF, Robin Webb ha confermato che “gruppi di studenti che si adoperano ad alto livello contro i protestatori di SPEAK potrebbero essere l'oggetto di queste minacce”.
Pycroft ha descritto nel suo blog, ospitato su LiveJournal, come egli abbia deciso di creare Pro-Test dopo aver fatto visita alla sua ragazza a Oxford il 28 gennaio 2006 e aver visto una dimostrazione di SPEAK dalla vetrina di un bar. Pycroft, la sua ragazza ed un'altra persona, hanno improvvisato in quell'occasione un personale contro-dimostrazione.
Dopo aver scritto riguardo all'esperienza sul suo blog, Pycroft ha affermato di aver registrato 300 visite al sito per ogni ora nei giorni seguenti e dopo aver attratto l'interesse dei media degli studenti di Oxford e dei movimenti a favore della sperimentazione animale, ha deciso di organizzare una seconda dimostrazione in concomitanza colla protesta di SPEAK organizzata per il 25 febbraio 2006. Secondo il Times: “la tattica di Pro-Test imita quelle degli attivisti per i diritti animali, con circa 150 studenti che usano siti web e forum su internet per organizzare manifestazioni”.

## La marcia di Febbraio 2006

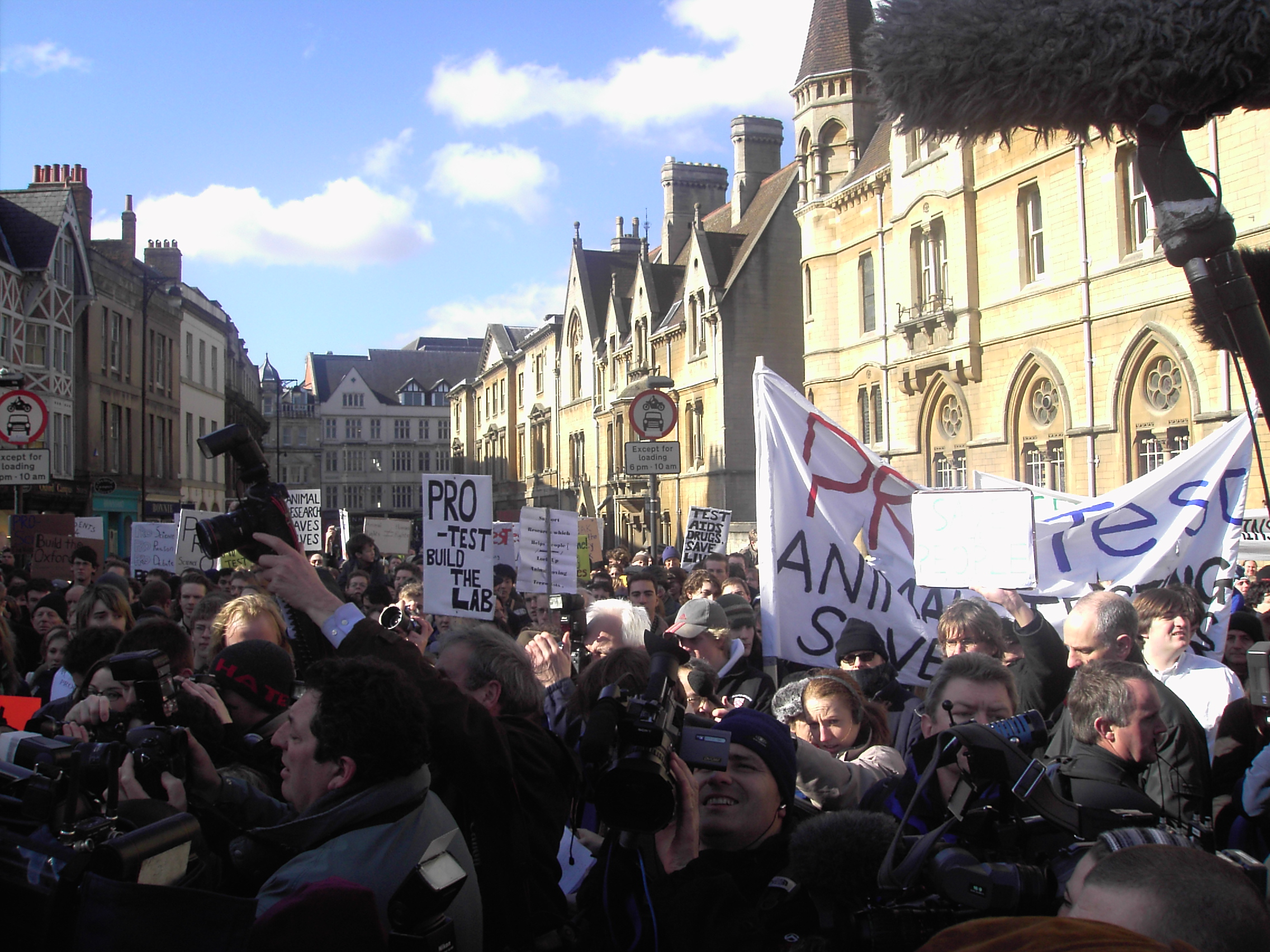
La prima marcia di Pro-test il 25 febbraio 2006 ad Oxford, UK

Secondo il Daily Telegraph, più di 800 tra studenti, accademici e persone comuni hanno preso parte alla protesta del 25 febbraio 2006 al centro di Oxford, la quale si è svolta senza incidenti violenti nonostante la presenza contemporanea in vari punti della città della marcia di SPEAK di più di 150 persone.
Diversi politici e scienziati hanno citato la dimostrazione di Pro-Test, fra i quali anche Evan Harris, parlamentare e portavoce scientifico dei liberal-democratici, il Professor Tipu Aziz, neurochirurgo dell'ospedale di Radcliffe e membro del comitato di Pro-Test (la cui ricerca sulla sindrome di Parkinson fa uso della ricerca sui primati ed il quale ha recentemente parlato anche a favore della sperimentazione di cosmetici su animali), Simon Festing della Società a Difesa della Ricerca (un gruppo di lobby finanziato dall'industria farmaceutica e dalle università) e il Professor John Stein, membro del comitato di Pro-Test e neuro-fisiologo di Oxford (il quale, secondo il Guardian “induce la sindrome di Parkinson nelle scimmie e poi attacca elettrodi nei loro cervelli e sperimenta terapie che potrebbero aiutare gli esseri umani che soffrono di questa malattia”). Nel suo discorso Stein ha dichiarato: “Oggi è un giorno storico: noi stiamo disegnando una linea nella sabbia”.

## La marcia del Giugno 2006
I manifestanti a favore di Pro-Test hanno marciato attraverso Oxford il 3 giugno 2006. Il gruppo di oratori includeva: Colin Blakemore (poi divenuto a capo del Medical Research Council) e i parlamentari Evan Harris e Alan Duncan (facente parte del governo ombra). David Priestman, un ricercatore che si occupa di malattie genetiche all'ospedale pediatrico universitario di Oxford, ha raccontato le sue ragioni per unirsi alla marcia: “Io ho lavorato nella ricerca animale per quasi trent'anni e quantomeno ti posso parlare riguardo a quello che faccio. Io sono eccezionalmente orgoglioso del mio lavoro. Che diritto hanno gli animalisti per dire che il mio lavoro non è scientifico?”.

## La marcia di Febbraio 2008
Pro-Test tenne una terza marcia ad Oxford il 9 febbraio 2008. Secondo la BBC, circa 200 persone marciarono in protesta alle minacce e le intimidazioni dei gruppi animalisti. Verso l'inizio dell'evento, un singolo animalista ha iniziato a gridare in contro-protesta ma è stato allontanato dalla polizia.
Gli oratori a questa manifestazione includevano: Robin Lovell-Badge, un ricercatore nel campo delle cellule staminali dell'Istituto Nazionale di Ricerca Medica, Evan Harris e Laurie Pycroft. Era previsto che parlasse anche Peter Hollins, a capo della British Heart Foundation e della Coalition for Medical Progress, ma non è potuto essere presente per problemi di salute.

## Pro-Test negli Stati Uniti
Nella primavera 2008, Tom Holder, portavoce di Pro-Test, ha fondato Speaking of Research: un gruppo basato negli Stati Uniti ed avente obiettivi simili a quelli di Pro-Test.
Il 22 aprile 2009, più di 700 tra personale, studenti e cittadini di Los Angeles, guidati dal neuro-scienziato Professor David Jentsch, presero parte ad una marcia per promuovere la sezione di Pro-Test nell'Università della California-Los Angeles e per contrastare gli animalisti estremisti che avevano preso di mira il Professor Jentsch ed altri scienziati in una campagna di molestie e minacce. In quell'evento Tom Holder annunciò il lancio della “Petizione Pro-Test”, avente l'obiettivo di dare agli statunitensi “l'opportunità di mostrare il [loro] supporto per gli scienziati e la [loro] opposizione all'uso di minacce e violenza”. Questa petizione, nel difendere la ricerca animale, è simile alla “The People's Petition”, che ha ricevuto più di 20.000 firme nel Regno Unito.

## Altre attività
Un accademico di Oxford ha dichiarato alla BBC che “una guerra incombe sulla libertà scientifica e sul futuro del progresso” e ha suggerito che la campagna di Pro-Test sia parte di una più ampia reazione contro l'attivismo a per i diritti degli animali.
Pro-Test ha portato l'argomento della ricerca animale in parlamento, partecipando al dibattito all'interno del gruppo parlamentare per il benessere degli animali. Il dibattito si è focalizzato specificamente riguardo alla costruzione del laboratorio di ricerca biomedica di Oxford e ha visto la partecipazione sia membri del parlamento e sia il pubblico generale.
Pro-Test ha regalato ciambelle e torte ai lavoratori addetti alla costruzione del laboratorio di ricerca biomedica di Oxford per mostrare supporto al loro lavoro.
Pro-Test ha mandato Pycroft a partecipare ad un dibattito alla Oxford Union riguardo ad una mozione contraria alla sperimentazione animale. A favore della mozione vi erano Dr Gill Langley, Dr Andrew Knight, Uri Geller e Alistair Currie. Dalla parte opposta vi erano Pycroft, Prof. Colin Blakemore, Prof. John Stein e Prof. Lord Robert Winston. La mozione è stata rifiutata.
Un referendum tra i vari collegi di Oxford proposto da Pro-Test e tenutosi nel 2006 è terminato con il 90% dei votanti a favore della sperimentazione su animali.
Nel 2006 la BBC ha riportato che Pro-Test ha comprato dieci azioni della GlaxoSmithKline (GSK) come gesto di solidarietà verso l'azienda e i suoi investitori in risposta all'invio, da parte di gruppi animalisti, di lettere ai detentori di quote azionarie; lettere nelle quali minacciavano di rivelare dettagli personali a meno che le azioni non fossero state vendute. Le lettere spiegavano che la GSK era il soggetto di questa campagna di intimidazioni a causa della sua attività di ricerca riguardo alla Malattia di Huntington. Pro-Test ha annunciato che il suo acquisto di azioni è stato fatto per dimostrare che le intimidazioni non possono avere luogo in UK.
Il primo ministro Britannico Tony Blair ha dato il suo supporto a Pro-Test in un articolo per il Sunday Telegraph, dove ha dichiarato: “la dimostrazioni di Pro-Test a Oxford merita supporto” come un esempio del cambio di mentalità del pubblico in UK.
Il programma della BBC Newsnight ha ospitato un dibattito sulla sperimentazioni animale nel 2006. A questo dibattito hanno partecipato da un lato Tipu Aziz, John Stein e Iain Simpson di Pro-Test e dall'altro anche alcuni membri di SPEAK.

## Pro-Test Italia

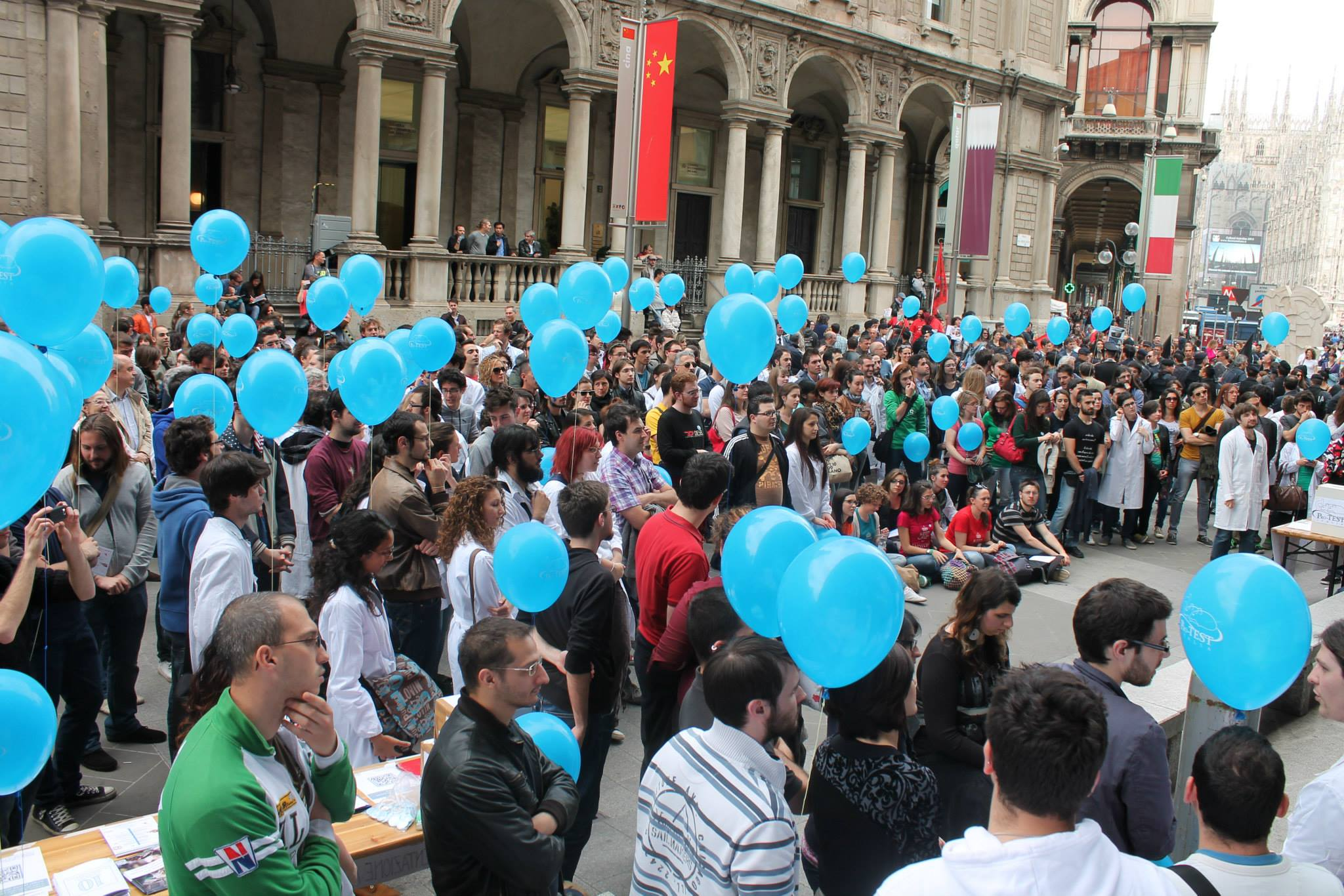
Manifestazione di Pro-Test Italia a Milano

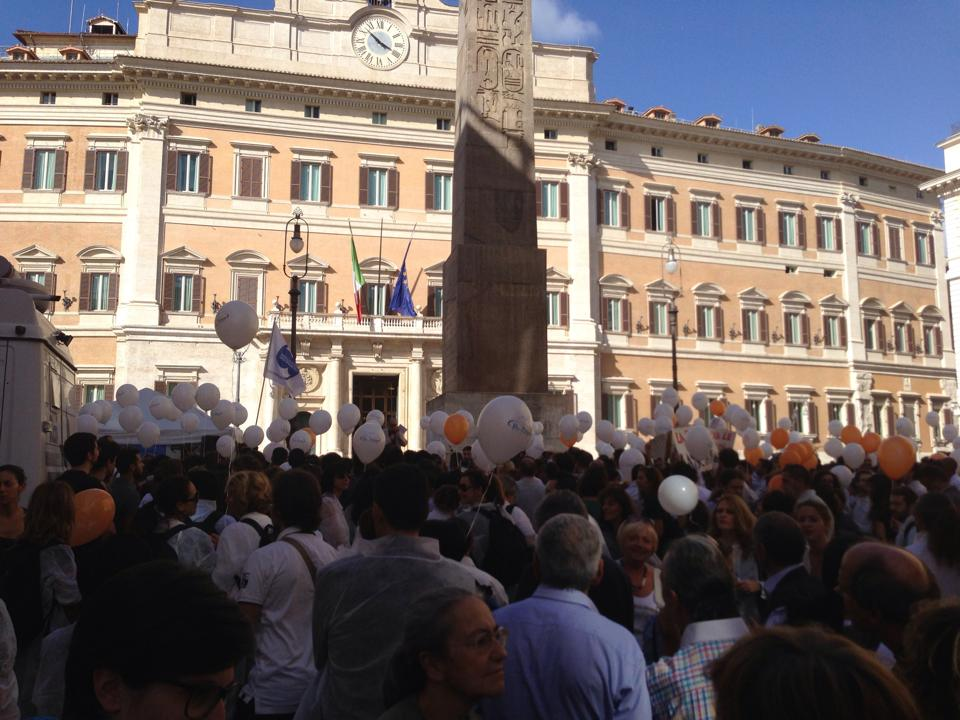
Manifestazione di Pro-Test Italia a Roma

Nel settembre 2012, viene creato il gruppo "Pro-Test Italia", come risposta all'intrusione di alcuni animalisti nell'allevamento di Green Hill a Brescia. Ad aprile 2013, dopo una nuova intrusione (che ha portato danni ingenti al lavoro di ricerca) da parte di alcuni animalisti legati al gruppo Fermare Green Hill ai danni degli stabulari della Università statale di Milano, viene indetta per il primo giugno a Milano una manifestazione in difesa della sperimentazione animale che ha eco anche su riviste scientifiche internazionali quali Nature e The Scientist. Durante lo svolgimento hanno partecipato anche alcuni animalisti in segno di protesta.
L'8 giugno 2013 Pro-Test Italia partecipò assieme all'Associazione Nazionale Biotecnologi Italiani, al CICAP e ad altri enti all'organizzazione in varie città italiane dell'evento Italia unita per la corretta informazione scientifica.
Il 19 settembre 2013 venne indetta una seconda manifestazione, questa volta a Roma, per convincere il governo italiano a rivedere gli emendamenti alla direttiva 2013/63 che avrebbero potuto mettere a rischio la ricerca biomedica in Italia.
Il 14 giugno 2014 venne indetta una terza manifestazione a Milano. In risposta ad una manifestazione degli animalisti, organizzarono una manifestazione a Roma il 5 febbraio 2015.

## Pro-Test Deutschland
Nel maggio 2015, un gruppo di studenti e scienziati in Germania ha deciso di seguire l'esempio dei loro colleghi italiani e inglesi e ha fondato “Pro-Test Deutschland”. Pro-Test Deutschland è un'organizzazione senza scopo di lucro, che fu fondata come reazione alla decisione presa da Nikos Logothetis, Il direttore del "Istituto Max Planck di cibernetica biologica" di Tubinga (Società Max Planck), centro di eccellenza del sud della Germania per la ricerca sulle neuroscienze, di terminare la propria ricerca sui primati non umani. La decisione di Logothetis, arrivò in  seguito a un filmato girato segretamente da un attivista dei diritti animali sotto copertura, che riuscì a filmare lo stabulario dove erano tenute le scimmie nell'istituto di Tubinga. Una versione molto drammatizzata del filmato è stata mandata in onda sulla televisione nazionale nel settembre 2014, scatenando proteste e ostilità contro l'istituto e contro la ricerca animale in generale.
A seguito di questi eventi vi è stata una mancanza di risposta da parte della comunità scientifica in supporto alla ricerca animale di base come quella condotta nel laboratorio di Tubinga. In questa occasione, molti dei canali ufficiali sono dimostrati impreparati nel rispondere alle accuse volte, per questo Pro-Test Deutschland ha deciso di promuovere l'educazione dei suoi membri e del pubblico su come comunicare la ricerca animale in maniera efficace. Pro-Test Deutschland ha pubblicato una dichiarazione di intenti nella quale spiegano come, l'assenza di una risposta ufficiale alle accuse subite non sia riconducibile alla mancanza di moralità degli scienziati, ma più all'assenza di un canale comunicativo ufficiale per esprimere la posizione della comunità scientifica locale su queste faccende.
Pro-Test Deutschland intende prestare la sua voce così che il pubblico e gli scienziati possano iniziare un dibattito corretto e informato. A differenza di Pro-test UK e Pro-Test Italia, che assumono una posizione molto forte sulla sperimentazione animale e ottengono consenso tramite manifestazioni e azioni pubbliche, Pro-Test Deutschland è più interessata nel condividere le informazioni e instaurare un dibattito aperto, educato e obiettivo.
Al momento Pro-Test Deutschland concentra principalmente le proprie attività nel mantenere un sito internet informativo e ben bilanciato, contenente FAQs e sezioni di verifica dei fatti, sensibilizzazione sociale e comunicazione mediatica. 
Inoltre, Pro-Test Deutschland ha stabilito contatti diretti con la comunità di Tubinga, utilizzando banchetti informativi nei centri principali della città. Dato che i giornalisti tedeschi che si sono interessati alla faccenda hanno avuto fino a quel momento problemi nel trovare fonti attendibili in lingua tedesca, Pro-Test Deutschland ha ricevuto velocemente molta attenzione, con pubblicazioni di interviste su giornali e radio nazionali,. Sebbene Pro-Test Deutschland sia nata a Tubinga, è ormai cresciuta e include scienziati e studenti di altre città Tedesche come Bonn, Münster, Gottinga, Berlino, e Monaco di Baviera.